# Чемпіонат Німеччини з хокею 1941
Чемпіонат Німеччини з хокею 1941 — 25-й регулярний чемпіонат Німеччини з хокею, чемпіоном став клуб СК Ріссерзеє.
Чемпіонат складався з двох етапів, на попередньому етапі клуби в чотирьох групах виявили переможців, що розіграли звання чемпіона в плей-оф (другий етап).

## Попередній етап

### Група А
- EK «Енгельманн» — СК Бранденбург Берлін 2:0
- EK «Енгельманн» — Кенігсберг 2:1
- СК Бранденбург Берлін  — Кенігсберг 4:0

| М  | Команда               | І | Пер | Н | Пор | Ш   | О |
| -- | --------------------- | - | --- | - | --- | --- | - |
| 1. | EK «Енгельманн»       | 2 | 2   | 0 | 0   | 4:1 | 4 |
| 2. | СК Бранденбург Берлін | 2 | 1   | 0 | 1   | 4:2 | 2 |
| 3. | Кенігсберг            | 2 | 0   | 0 | 2   | 1:6 | 0 |

Скорочення: М = підсумкове місце, І = ігри, Пер = перемоги, Н = нічиї, Пор = поразки, Ш = закинуті та пропущені шайби, О = набрані очки

### Група В
- СК Берлін — Дюссельдорф ЕГ 2:0
- СК Берлін — Троппауєр ЕВ 8:1
- Дюссельдорф ЕГ — Троппауєр ЕВ 6:2

| М  | Команда        | І | Пер | Н | Пор | Ш    | О |
| -- | -------------- | - | --- | - | --- | ---- | - |
| 1. | СК Берлін      | 2 | 2   | 0 | 0   | 10:1 | 4 |
| 2. | Дюссельдорф ЕГ | 2 | 1   | 0 | 1   | 6:4  | 2 |
| 3. | Троппауєр ЕВ   | 2 | 0   | 0 | 2   | 3:14 | 0 |

### Група С
- ЛТТЦ Рот-Вайс Берлін — Клагенфурт АС 8:1
- ЛТТЦ Рот-Вайс Берлін — Вайсвассер 16:0
- Клагенфурт АС — Вайсвассер 4:1

| М  | Команда              | І | Пер | Н | Пор | Ш    | О |
| -- | -------------------- | - | --- | - | --- | ---- | - |
| 1. | ЛТТЦ Рот-Вайс Берлін | 2 | 2   | 0 | 0   | 24:1 | 4 |
| 2. | Клагенфурт АС        | 2 | 1   | 0 | 1   | 5:9  | 2 |
| 3. | Вайсвассер           | 2 | 0   | 0 | 2   | 1:20 | 0 |

### Група D
- СК Ріссерзеє — «Маннхаймер ЕРК» 1:0
- СК Ріссерзеє — ХК Фюссен 4:1
- «Маннхаймер ЕРК» — ХК Фюссен 2:0

| М  | Команда          | І | Пер | Н | Пор | Ш   | О |
| -- | ---------------- | - | --- | - | --- | --- | - |
| 1. | СК Ріссерзеє     | 2 | 2   | 0 | 0   | 5:1 | 4 |
| 2. | «Маннхаймер ЕРК» | 2 | 1   | 0 | 1   | 2:1 | 2 |
| 3. | ХК Фюссен        | 2 | 0   | 0 | 2   | 1:6 | 0 |

## Півфінали
- Гарміш-Партенкірхен СК Ріссерзеє — СК Берлін 1:0
- Мюнхен ЛТТЦ Рот-Вайс Берлін — EK «Енгельманн» 2:1

## Фінал
- 15 березня 1941 рік Кельн СК Ріссерзеє — ЛТТЦ Рот-Вайс Берлін 2:1

## Склад чемпіонів
Склад СК Ріссерзеє: Вільгельм Еггінгер, Гюнтер Еггер, Адольф Капфер, Карл Кьогель, Ганц Ланг, Філіпп Шенк, Вальтер Шмідінгер, Гуго Спет, Георг Штробль, Карл Вільд. Тренер: Боббі Белл.